# Bajnski dvori
Bajnski dvori je nekadašnji dvorac se u sklopu naselja Gornje Ladanje u općini Vinica, Varaždinska županija, oko 15 kilometara zapadno od Varaždina. 
Prvi se put spominje početkom 17. stoljeća kao posjed plemića Both od Bajna. Ta je obitelj ugarskog podrijetla, koja je jedno stoljeće ranije dala dva hrvatska bana, Ivana (1493.) i Andriju (1505. – 1507.). Kasnije su cijelo imanje posjedovali članovi obitelji Baćan (mađarski: Batthyány), Erded (mađarski: Erdődy) i Feštetić. Uz dvorac se nalazio i perivoj s pejzažnim obilježjima, te jezero i dvorska kapela, koji danas čine vrijedan kompleks spomenika graditeljstva i parkovne arhitekture.
Dvorac je u 19. stoljeću dograđen i obnovljen u duhu historicizma, ali je u nemirnim vremenima krajem Prvog svjetskog rata godine 1918. većim dijelom srušen i zapaljen, kojom prigodom su u njemu uništene brojne umjetnine, dragocjenosti, knjige i inventar. Do danas je sačuvano samo istočno krilo dvorca. Nakon Drugog svjetskog rata u njemu su bili bolnički odjeli varaždinskog Medicinskog centra. Zaštićeno je kulturno dobro Republike Hrvatske.
Godine 2010. u postupku denacionalizacije, kompletno imanje je vraćeno potomcima obitelji Bonjeković koji su kupili imanje nakon Prvog svjetskog rata.

## Vanjske poveznice
- Bajnski dvori danas
- Fotografije Bajnskih dvora 1913. i 1997. godine
- Bajnski dvori u vlasništvu obitelji Erdődy  Arhivirana inačica izvorne stranice od 21. srpnja 2011. (Wayback Machine)